# World Super Tennis
World Super Tennis (ワールドスーパーテニス?) är ett tennisspel till NES, utgivet 1989. I Nordamerika kallades spelet Top Players' Tennis, och i Europa Four Players' Tennis. Spelet utvecklades av Home Data.
Spelomslaget pryds av tennisspelarna Chris Evert och Ivan Lendl, som rankats som världsetta på herr- respektive damsidan.

## Handling
Spelar man ensam kan man tävla i de fyra Grand Slam-turneringarna: Australiska öppna, Franska öppna, Wimbledonmästerskapen och Amerikanska öppna. För att få vara med där måste man dock första vinna kvalturneringen Asmik Open. Dubbelmatcher kan spelas av upp till fyra personer samtidigt.

### Fotnoter
1. 1 2 3  ”World Super Tennis”. NES DB. 27 februari 1989. Arkiverad från originalet den 27 april 2014. https://web.archive.org/web/20140427010240/http://www.nesdb.se/game_more.php?id=440&rid=3. Läst 26 april 2014.